# Brachystegia
A Brachystegia a hüvelyesek (Fabales) rendjébe, ezen belül a pillangósvirágúak (Fabaceae) családjába tartozó nemzetség.

## Előfordulásuk
A Brachystegia-fajok előfordulási területe Afrika. A Száhil övtől délre a Szubszaharai Afrika legnagyobb részén megtalálhatóak; kivéve a nyugati dzsungeles terület egy részét, a kontinens legdélebbi térségeit, valamint Madagaszkárt.

## Rendszerezés
A nemzetségbe az alábbi 31 faj és 1 hibrid tartozik:
- Brachystegia allenii Hutch. & Burtt Davy
- Brachystegia angustistipulata De Wild.
- Brachystegia appendiculata Benth.
- Brachystegia astlei Hoyle
- Brachystegia bakeriana Hutch. & Burtt Davy
- Brachystegia bequaertii De Wild.
- Brachystegia boehmii Taub.
- Brachystegia bournei Greenway
- Brachystegia bussei Harms
- Brachystegia cynometroides Harms
- Brachystegia eurycoma Harms
- Brachystegia floribunda Benth.
- Brachystegia glaberrima R.E.Fr.
- Brachystegia gossweileri Hutch. & Burtt Davy
- Brachystegia kennedyi Hoyle
- Brachystegia laurentii (De Wild.) Louis ex J.Léonard
- Brachystegia leonensis Hutch. & Burtt Davy
- Brachystegia letestui De Wild.
- Brachystegia longifolia Benth.
- Brachystegia lujae De Wild. ex Hutch. & Burtt Davy
- Brachystegia manga De Wild.
- Brachystegia michelmorei Hoyle
- Brachystegia mildbraedii Harms
- Brachystegia nigerica Hoyle & A.P.D.Jones
- Brachystegia puberula Hutch. & Burtt Davy
- Brachystegia russelliae I.M.Johnst.
- Brachystegia spiciformis Benth.
- Brachystegia stipulata De Wild.
- Brachystegia tamarindoides Welw. ex Benth.
- Brachystegia taxifolia Harms
- Brachystegia utilis Hutch. & Burtt Davy
- Brachystegia × welwitschii Taub.